# Akazien-Langschnabellerche

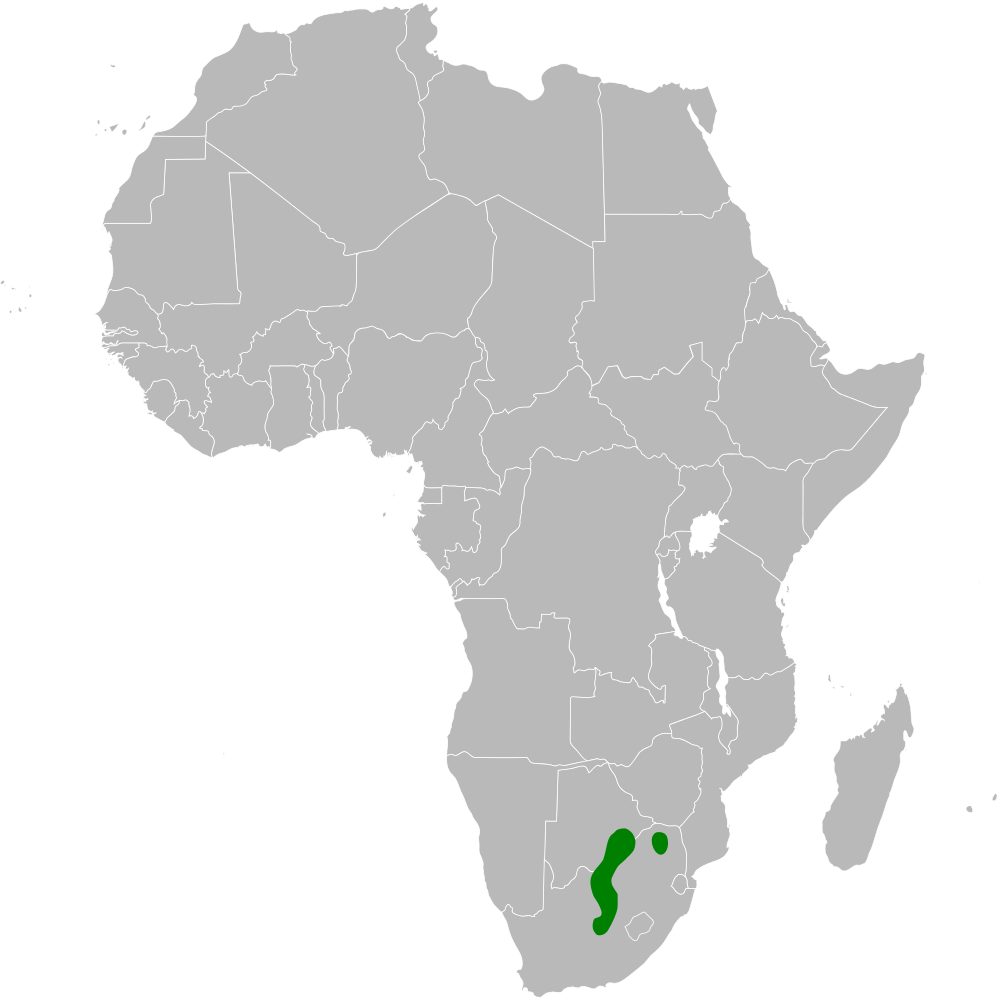
Verbreitungsgebiet der Akazien-Langschnabellerche

Die Akazien-Langschnabellerche (Certhilauda chuana), auch Betschuana-Lerche oder Betschuanenlerche genannt, ist eine Art aus der Familie der Lerchen. Ihr Verbreitungsgebiet liegt im Süden Afrikas. Sie ist etwas größer als eine Feldlerche und erinnert in ihrem Habitus an einen Pieper. Man unterscheidet keine Unterarten.
Die Bestandssituation der Akazien-Langschnabellerche wird als ungefährdet (least concern) eingestuft.

## Merkmale
Die Akazien-Langschnabellerche erreicht eine Körperlänge bis 19 bis 20 Zentimeter, wovon 7,5 bis 7,9 Zentimeter auf den Schwanz entfallen. Der Schnabel hat eine Länge von 1,6 bis 2 Zentimeter. Sie wiegt etwa Gramm. Es besteht kein Geschlechtsdimorphismus.
Die Akazien-Langschnabellerche hat eine gräulich-braune Körperoberseite mit einer kräftigen schwarzen Streifung. Der Überaugenstreif sowie das Kinn und die Kehle sind weiß. Der Kropf und die Brust sind gelblich braun und weisen dunkle Sprenkeln auf. Die übrige Körperunterseite ist weißlich. Die Schwingen sind schwarzbraun, wobei die Handschwingen rotbraun gesäumt sind. Der Schwanz ist ebenfalls schwarzbraun, die äußerste Steuerfeder ist sandfarben gesäumt. Der Schnabel ist dunkel hornfarben. Die Füße und Läufe sind rötlich braun. Die Iris ist braun.

## Verbreitungsgebiet und Lebensraum
Die Akazien-Langschnabellerche kommt in der Republik Südafrika und im Südosten von Botswana vor. Ihr Lebensraum sind offene, halbtrockene Buschsteppen, trockene Dornsavanne und Akaziensavannen am Rande von schütter bestandenen Waldgebieten.

## Lebensweise
Die Fortpflanzungsbiologie ist bislang noch nicht ausreichend untersucht. Sie frisst Insekten und Grassamen.

## Einzelbelege
1. ↑   Avibase zur Akazien-Langschnabellerche, aufgerufen am 8. Januar 2017
2. ↑  Pätzold: Die Lerchen der Welt. S. 56.
3. ↑  Pätzold: Die Lerchen der Welt. S. 58.
4. ↑  Pätzold: Die Lerchen der Welt. S. 57.